# جینا بوید
جینا بوید (انگلیسی: Jenna Boyd؛ زادهٔ ۴ مارس ۱۹۹۳) هنرپیشه اهل ایالات متحده آمریکا است. وی از سال ۲۰۰۱ میلادی تاکنون مشغول فعالیت بوده‌است.
از فیلم‌هایی که وی در آن نقش داشته است، می‌توان به خواهری از سفر آرزوها، دیکی رابرتس و شکار اشاره کرد.